# Ходжсон, Маршалл Гудвин Симмс
Ма́ршалл Гу́двин Симмс Хо́джсон (англ. Marshall Goodwin Simms Hodgson; 11 апреля 1922 — 10 июня 1968) — американский историк-востоковед, исламовед, профессор Чикагского университета.

## Биография
Родился в семье квакеров. В середине 40-х годов XX в. начал работу в Чикагском университете, после защиты докторской диссертации в 1951 году занял профессорскую кафедру, был председателем междисциплинарного Комитета социальной мысли, учрежденного в этом вузе в 1941 году.

## Научная деятельность
Ходжсон является автором фундаментального трёхтомного труда «История ислама: Исламская цивилизация от рождения до наших дней», в котором представлено изложение  событий, охватывающих период истории от зарождения ислама до начала 60-х годов XX века. В этом произведении, сделавшем Ходжсона непререкаемым авторитетом в исламоведческих кругах США, автор всесторонне исследовал исламское общество на всех этапах его эволюции, детально анализирует не только исторические события, но и развитие религии, философии, культуры в самом широком смысле этого слова, экономических отношений и даже влияние природных и климатических факторов. […] Используя собственную оригинальную историческую периодизацию и терминологию, которая помогла ему отказаться от европоцентризма, Маршалл Ходжсон практически стал первым, кто описал мусульманскую цивилизацию как одну из основополагающих частей мирового исторического процесса».

## Научные труды
- The order of Assassins; the struggle of the early Nizârî Ismâʻîlîs against the Islamic world. 's-Gravenhage, Mouton, 1955.
- “The Ismāʿīlī State,” in John Andrew Boyle, ed., The Cambridge History of Iran V: The Saljuq and Mongol Periods, Cambridge, 1968, pp. 422-82.
- The Venture of Islam. Conscience and History in a World Civilization. Chicago: The University of Chicago Press, 1974.
- Rethinking World History: Essays on Islam, Europe and World History. Cambridge and New York: Cambridge University Press, 1993

### Переводы на русский язык
- Ходжсон М. Условия исторического сравнения эпох и регионов: пределы обоснованности условий // Время мира. Вып. 2. Новосибирск, 2001
- Ходжсон М. Дж. С. Орден ассассинов : борьба ранних низаритов исмаилитов с исламским миром; пер. с англ. С. В. Иванова. — СПб. : Евразия, 2004.
- Ходжсон М. Дж. С. История ислама: Исламская цивилизация от рождения до наших дней; пер. с англ. Гордиенко А. Н., Матвеева И. В., Шевченко Н. В. — Москва: Эксмо, Наше слово, 2013. ISBN 978-5-699-58270-9